# William L. Storrs
William Lucius Storrs (* 25. März 1795 in Middletown, Connecticut; † 25. Juni 1861 in Hartford, Connecticut) war ein US-amerikanischer Politiker. Zwischen 1829 und 1833 sowie von 1839 bis 1840 vertrat er den Bundesstaat Connecticut im US-Repräsentantenhaus.

## Werdegang
Nach der Grundschule besuchte William Storrs bis 1814 das Yale College. Nach einem anschließenden Jurastudium und seiner im Jahr 1817 erfolgten Zulassung als Rechtsanwalt begann er in Middletown in seinem neuen Beruf zu arbeiten. In den 1820er Jahren schloss er sich der Opposition gegen Andrew Jackson und dessen 1828 gegründete Demokratische Partei an. Storrs wurde zunächst Mitglied der kurzlebigen National Republican Party und später der Whig Party. Zwischen 1827 und 1829 war er Abgeordneter im Repräsentantenhaus von Connecticut.
Bei den Kongresswahlen des Jahres 1828, die in Connecticut staatsweit abgehalten wurden, wurde er als Kandidat der Nationalrepublikaner für den sechsten Abgeordnetensitz seines Staates zum Nachfolger von Elisha Phelps im US-Repräsentantenhaus in Washington, D.C. gewählt. Nach einer Wiederwahl im Jahr 1830 konnte er zwischen dem 4. März 1829 und dem 3. März 1833 zwei Legislaturperioden im Kongress absolvieren, die von der Nullifikationskrise mit dem Staat South Carolina und der Bankenpolitik von Präsident Jackson überschattet waren. Im Jahr 1832 verzichtete Storrs auf eine weitere Kandidatur. Dafür wurde er 1834 erneut in das Repräsentantenhaus von Connecticut gewählt, dessen Präsident er in diesem Jahr wurde. Bei den Kongresswahlen des Jahres 1838 wurde er für die Whigs im zweiten Distrikt von Connecticut erneut in das US-Repräsentantenhaus gewählt. Dort trat er am 4. März 1839 die Nachfolge von Samuel Ingham an.
Storrs übte sein Mandat im Kongress aber nur bis Juni 1840 aus. Dann trat er zurück, um beisitzender Richter am Connecticut Supreme Court zu werden. Dieses Amt behielt er bis 1856. In diesem Jahr wurde er zum Vorsitzenden Richter (Chief Justice) dieses Gerichts ernannt. Dieses Amt bekleidete er bis zu seinem Tod im Jahr 1861. In den Jahren 1841 bis 1846 lehrte Storrs außerdem an der Wesleyan University in Middletown das Fach Rechtswissenschaften. Die gleiche Tätigkeit übte er zwischen 1846 und 1847 am Yale College aus. William Storrs starb am 25. Juni 1861 in Hartford und wurde dort auch beigesetzt.